# Hlaváč černý
Hlaváč černý (Gobius niger) je drobná ryba čeledi hlaváčovitých, dorůstá maximální délky 18 cm.

## Popis
Hlaváč černý má podlouhlé tělo, které je shora více stlačené než u hlaváče obecného, malého a žlutavého. Jeho protáhlá hlava je vpředu zaoblenější a větší, ústa jsou široká. Poměrně velké oči jsou posazeny poněkud nahoře. Má dvě hřbetní ploutve, které na sebe téměř navazují. V přední hřbetní ploutvi má šest trnů, některé mohou přečnívat přes blánu ploutve, druhá hřbetní ploutev je nižší, má měkké paprsky a sahá oproti hřbetním ploutvím hlaváče obecného a žlutavého výrazně dále k ocasní ploutvi. V předních částech obou hřbetních ploutví má černou skvrnu. Břišní ploutve jsou srostlé v přísavku. Tělo má odstíny tmavě hnědé s nezřetelnými černými skvrnkami. Samci v době rozmnožování zčernají. Vzduchové měchýře hlaváče černého jsou zmenšené.
Dorůstá maximální délky 18 cm (TL), běžně má kolem 5 až 7 cm.

## Chování, potrava a rozmnožování
Hlaváč černý žije při dně v nehlubokých vodách (běžně do 50 m), kde se živí drobnými bezobratlými živočichy. Obývá estuáry, laguny a vody při pobřeží s písčitým či bahnitým dnem, obývá porosty mořských trav a chaluh, občas vplouvá i do sladkých vod. V letním období vytváří samec teritorium v zarostlých mělkých vodách, kde připraví hnízdo s očištěným dnem, do kterého láká samičku, která v něm po zhodnocení naklade jikry, které samec do vylíhnutí hlídá.

## Rozšíření
Hlaváč černý je rozšířen ve východní části Atlantského oceánu, dále ve Středozemním a Černém moři. Je rozšířen od Bílého mysu v Mauretánii, dále k Suezskému průplavu, na sever až po Trondheim v Norsku, a do Baltského moře.